# Icarus Verilog
Icarus Verilog（イカルス・ヴェリログ） はオープンソースの Verilog シミュレータ。Verilog 1995, 2001, SystemVerilog 2005 をサポートしている。
対応OSはLinux, FreeBSD, OpenSolaris, AIX, Microsoft Windows, と Mac OS X。GNU General Public Licenseでリリースされている。
プラグインサポートのある Verilog コンパイラとプリプロセッサ、それを実行するバーチャルマシンから構成されている。

## 歴史
作者ですらいつプロジェクトが開始したか覚えていないが、CVSの記録は1998年までさかのぼる。その時点でバージョン0.2がリリースされていた。
Icarus Verilog の開発は主に Stephen Williams が行っていて、大きなパッチも外部の開発者からも受け付けている。